# G.NA

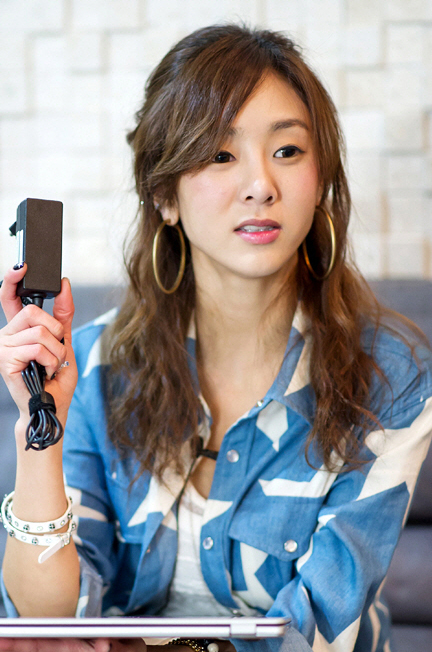
G.NA (2012)

G.NA (bürgerlich: Gina Jane Choi 최지나 Choe Ji-na; * 13. September 1987 in Edmonton, Alberta) ist eine kanadisch-koreanische Sängerin.

## Leben

### Prä-Debüt
G.NA sollte ursprünglich in der Popgruppe Five Girls (오소녀) von der Talentagentur Good Entertainment debütieren, zusammen mit Yubin (debütierte bei den Wonder Girls), UEE (After School), Jeon Hyo-sung (Secret) und Yang Ji-won (Spica). Allerdings kam es aufgrund finanzieller Probleme von Good Entertainment nicht zu dem Debüt. In der Folge verließen alle Mitglieder die Agentur und schafften es bei anderen Talentagenturen in Girlgroups.
In ihrer Anfangszeit bei Cube Entertainment tauchte sie in dem Musikvideo zu 10 Out of 10 Points von 2PM auf und trat in Hyun As Musikvideo zu Change als Hintergrundtänzerin auf.

### 2010: Debüt
Zu ihrem Debüt veröffentlichte G.NA das Duet „Aeini Saenggimyeon Hago Sipeun Il“ (애인이 생기면 하고 싶은 일 ‚Things I Want to Do When I Have a Lover‘) zusammen mit Rain am 5. Juli 2010. Kurz darauf erschien ihr erstes Mini-Album Draw G’s First Breath mit dem Titelsong „Kkeojyeo Julge Jal Sara“ (꺼져 줄게 잘 살아 ‚I’ll Back Off So You Can Live Better‘). Damit gewann sie am 12. August 2010 erstmals einen Preis in der Musiksendung M! Countdown.

### 2011:Black & WhiteundTop Girl
Im Januar 2011 veröffentlichte sie ihr erstes Studioalbum Black & White mit dem gleichnamigen Titelsong. Mit diesem erreichte sie erstmals die Nummer 1 der südkoreanischen Gaon Charts.

### 2012:Bloom
Im Mai 2012 veröffentlichte G.NA ihre dritte EP mit dem Titellied „2 Hot“.

## Diskografie

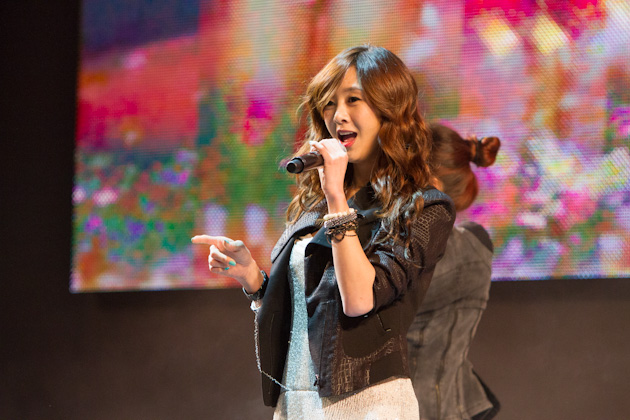
G.NA beim LG Cinema 3D World Festival am 31. März 2012

### Studioalben
| Jahr | Titel         | Höchstplatzierung, Gesamtwochen, AuszeichnungChartsChartplatzierungen (Jahr, Titel, Platzierungen, Wochen, Auszeichnungen, Anmerkungen) | Anmerkungen                           |
| Jahr | Titel         | KR | Anmerkungen                           |
| ---- | ------------- | --- | ------------------------------------- |
| 2011 | Black & White | KR11 (18 Wo.)KR | Erstveröffentlichung: 18. Januar 2011 |

### EPs
| Jahr               | Titel                 | Höchstplatzierung, Gesamtwochen, AuszeichnungChartsChartplatzierungen (Jahr, Titel, Platzierungen, Wochen, Auszeichnungen, Anmerkungen) | Anmerkungen                           |
| Jahr               | Titel                 | KR | Anmerkungen                           |
| ------------------ | --------------------- | --- | ------------------------------------- |
| Südkoreanische EPs |                       | |                                       |
|                    |                       | |                                       |
| 2010               | Draw G’s First Breath | KR10 (6 Wo.)KR | Erstveröffentlichung: 14. Juli 2010   |
| 2011               | Top Girl              | KR6 (7 Wo.)KR | Erstveröffentlichung: 23. August 2011 |
| 2012               | Bloom                 | KR10 (2 Wo.)KR | Erstveröffentlichung: 22. Mai 2012    |
| 2013               | Beautiful Kisses      | KR7 (2 Wo.)KR | Erstveröffentlichung: 14. März 2013   |
| Englische EPs      |                       | |                                       |
|                    |                       | |                                       |
| 2012               | Oui                   | — | Erstveröffentlichung: 14. Juli 2012   |

### Singles
| Jahr | Titel Album                                                                            | Höchstplatzierung, Gesamtwochen, AuszeichnungChartsChartplatzierungen (Jahr, Titel, Album, Platzierungen, Wochen, Auszeichnungen, Anmerkungen) | Anmerkungen                                                               |
| Jahr | Titel Album                                                                            | KR | Anmerkungen                                                               |
| ---- | -------------------------------------------------------------------------------------- | --- | ------------------------------------------------------------------------- |
| 2010 | Things I’d Like to Do with My Lover (애인이 생기면 하고 싶은 일) Draw G’s First Breath | KR13 (10 Wo.)KR | Erstveröffentlichung: 2010 mit Rain                                       |
| 2010 | I’ll Back Off So You Can Live Better (꺼져 줄게 잘 살아) Draw G’s First Breath         | KR2 (12 Wo.)KR | Erstveröffentlichung: 2010 feat. Junhyung                                 |
| 2010 | Supa Solo Draw G’s First Breath                                                        | — | Erstveröffentlichung: 2010 feat. Swings                                   |
| 2010 | Say You Love Me –                                                                      | KR14 (5 Wo.)KR | Erstveröffentlichung: 2010 mit Hyuna                                      |
| 2010 | Nice to Meet You (처음 뵙겠습니다) Black & White                                       | KR29 (5 Wo.)KR | Erstveröffentlichung: 2010 mit Wheesung                                   |
| 2011 | Black & White                                                                          | KR1 (16 Wo.)KR | Erstveröffentlichung: 2011                                                |
| 2011 | Count On Me –                                                                          | KR43 (3 Wo.)KR | Erstveröffentlichung: 2011 mit Lee Ki-chan                                |
| 2011 | Banana Top Girl                                                                        | KR30 (3 Wo.)KR | Erstveröffentlichung: 2011 feat. Swings & JC Jieun                        |
| 2011 | Top Girl                                                                               | KR4 (9 Wo.)KR | Erstveröffentlichung: 2011                                                |
| 2012 | 2Hot Bloom                                                                             | KR2 (13 Wo.)KR | Erstveröffentlichung: 2012                                                |
| 2012 | Beautiful Day –                                                                        | KR30 (4 Wo.)KR | Erstveröffentlichung: 2012 mit Sanchez                                    |
| 2013 | Oops! Beautiful Kisses                                                                 | KR13 (8 Wo.)KR | Erstveröffentlichung: 2013 feat. Ilhoon                                   |
| 2013 | Smile Again –                                                                          | KR83 (1 Wo.)KR | Erstveröffentlichung: 2013 mit Trouble Maker and Ryu Hyun-jin             |
| 2014 | Pretty Lingerie (예쁜 속옷) G.NA’s Secret (Single)                                     | KR11 (8 Wo.)KR | Erstveröffentlichung: 2014                                                |
| 2014 | Miracle –                                                                              | — | Erstveröffentlichung: 2014 mit The One, Jiyoung, Kim Woo-joo, Lee Ye-Joon |
| 2014 | Us (우리) –                                                                            | KR71 (2 Wo.)KR | Erstveröffentlichung: 2014 feat. Kim Tae-woo                              |

## Auszeichnungen
2010
- 18th Korean Culture Entertainment Awards
  - New Generation Popular Music Teen Singer[4]

2011
- Gaon Chart Awards
  - Bester Nachwuchs[5]
- 8th Asia Song Festival
  - Asia Influential Artists

2012
- 26th Golden Disk Awards
  - Digital Bonsang für Black & White[6]